# آقای پیبادی و شرمن
آقای پیبادی و شرمن (به انگلیسی: Mr. Peabody & Sherman) انیمیشنی سه‌بعدی محصول سال ۲۰۱۴ به کارگردانی راب مینکاف است. در این فیلم بازیگرانی همچون تای بورل، ماکس چارلز، آریل وینتر، لزلی من، استیون کلبر، آلیسون جنی، استیون توبولوسکی، استنلی توچی و پاتریک واربرتون صداپیشگی کرده‌اند.

## داستان
آقای پیبادی سگی است که علیرغم انسان نبودنش، بسیار عالم است و اختراعات زیادی کرده‌است و در شهر بسیار معروف است. او پسر بچه‌ای را به نام شرمن به فرزندی خود می‌پذیرد.
آقای پیبادی اختراع جدیدی می‌کند که می‌شود با آن به زمان سفر کرد تا بتواند شرمن را با تاریخ آشنا کند. شرمن پسر آقای پیبادی، در روز اول  مدرسه با دختری به نام پنی آشنا می‌شود که انگار او هم مثل شرمن در درس تاریخ مهارت دارد. پنی با مسخره کردن شرمن سعی به عذاب دادن او دارد و شرمن نیز پنی را گاز می‌گیرد و پس از شکایت خانواده پنی، دادگاه تصمیم می‌گیرد فردی را بفرستد تا صلاحیت آقای پیبادی را بررسی کند و اگر آن فرد موردی مشاهده کرد آن‌ها حق سرپرستی شرمن را از آقای پیبادی می‌گیرند.
شرمن بر خلاف عقیده آقای پیبادی ماجرای ماشین زمان را برای پنی تعریف می‌کند و باهم به گذشته سفر می‌کنند و پس از ماجراهایی بسیار هیجان انگیز در آخر داستان، جرج واشینگتن از زمان گذشته به حال می‌آید و دستور می‌دهد که آقای پیبادی توسط دادگاه بخشوده شود  بعد آقای پیبادی با نظر شرمن به اینده سفر میکنند و همه چیز به روال عادی برمیگردد و در آخر هم پنی و شرمن دوست هم دیگر می‌شوند.